# Васіле Барка
Васіле Барке (2 січня 1884, село Ігнецей, повіт Орхей — 14 травня 1949, Бухарест) — румунський політик, член Державної ради, мер Кишинева та міністр під час Великої Румунії.

## Життєпис
Вивчав право в Петербурзькому університеті (1906), отримавши ступінь доктора права. Займався адвокатською діяльністю. Був обраний до Сфатул Церій від Сорокського повітового з'їзду (5 березня 1918 р.). Він головував на пам'ятному з'їзді, на якому було проведено попереднє голосування щодо пропозиції про повернення Сорокського повіту Румунії. Мандат дійсний на термін з 18 березня 1918 року по 18 лютого 1919 року. Будучи депутатом у Крайовій раді, він агітував за позитивне вирішення всіх обговорюваних питань щодо святої справи Бессарабії — злуки з Батьківщиною.

## Сфатул Церій, Велика Румунія
У Раді країни обіймав посади: віце-президента (25 листопада 1918 — 18 лютого 1919), віце-президента Конституційної комісії (19 травня — 27 листопада 1918), члена Юридичної комісії.
Після унії присвятив себе політичній та адміністративній діяльності, приєднавшись до Національно-ліберальної партії. Генеральний директор Департаменту внутрішніх справ, тимчасово виконуючий обов'язки в Доменах і Управлінні юстиції в 1920—1921 рр., мер Кишинева в 1922—1923 рр. і вдруге в 1924—1925 рр., президент Комісії об'єднання, заступник державного секретаря у Міністерстві внутрішніх справ у 1936—1937 рр., директор щоденної газети «Бессарабія» та депутат Оргея в 10 законодавчих зборах. Василь Барка помер 14 травня 1949 року в Бухаресті. і був похований на цвинтарі Беллу.

## Відзнаки, заслуги, ордени
- Орден Корони Румунії в ранзі великого офіцера
- Зірка Румунії
- Орел Румунії
- Орден Фердинанда I в ранзі командора